# Johan Fredrik Håhl
Johan Fredrik Håhl, född den 26 november 1835 i Linköping, död den 24 maj 1918, var en svensk präst, son till Johan Isak Håhl.
Håhl blev filosofie doktor i Uppsala 1860, teologie doktor 1893, och pastor primarius i Stockholm 1897. Han var preses i Samfundet Pro Fide et Christianismo 1899-1905. Håhl utgav förutom teologiska arbeten översättningar av Aristofanes: Fåglarne (1892) och Riddarne (1898). 

## Biografi
Johan Fredrik Håhl föddes 1835 i Linköping. Han var son till prosten Johan Isak Håhl och Augusta Albertina Åhmansson. Håhl blev 1854 student vid Uppsala universitet och 31 maj 1859 filosofie kandidat. Han blev 31 maj 1860 filosofie doktor och 28 oktober 1865 teologie kandidat. Håhl prästvigdes 7 april 1867 och tog pastoralexamen 5 juni samma år. Han började sitt pastorsadjunkts år i Kungsholmens församling, Stockholm den 7 april 1867. År 1868 var han kunglig hovpredikant och 15 maj samma år blev han kyrkoherde i Stora Malms församling (tillträdde tjänsten 1869). Den 31 augusti 1877 blev Hål kyrkoherde i Stora Åby församling och tillträdde tjänsten 1879. Han blev 18 juni 1890 kontraktsprost i Lysings kontrakt. Håhl blev 1893 teologie doktor och var 1895 orator vid prästmötet.
Den 21 maj 1897 blev han pastor primarius och kyrkoherde i Storkyrkoförsamlingen, Stockholm (tillträdde tjänsten direkt). Utnämndes 31 maj 1910 till filosofie jubeldoktor. Håhl avled 14 maj 1918.
Håhl blev 1887 riddare av Nordstjärneorden, 1897 riddare av andra klassen och 1905 riddare av första klassen. Han mottog 1905 Carl XIII:s orden. 1907 fick han konung Oscar II:s och Drottning Sofias guldbröllopsminnestecken. Han var preses i Samfundet Pro Fide et Christianismo 1899-1905.[källa behövs]

### Familj
Håhl gifte sig 20 juni 1873 med Anna Maria Magdalena Govenius (1853–1908). Hon var dotter till provinsialläkaren Per Abraham Govenius och Maria Kristina Nordström. De fick tillsammans dottern Anna Maria (1874–1901) som gifte sig med försäkringsinspektören Carl Olof Brändström.